# Edosa powelli
Edosa powelli är en fjärilsart som beskrevs av Robinson 1985. Edosa powelli ingår i släktet Edosa och familjen äkta malar.
Artens utbredningsområde är Algeriet. Inga underarter finns listade i Catalogue of Life.